# 地底人 (漫画)
『地底人』（ちていじん）は、いしいひさいちによる日本の漫画作品、およびそれを原作とするOVA。

## 概要
初出は1979年の漫画アクション増刊『スーパーフィクション』（双葉社）。後に『漫画アクション』1982年7月17日増刊号『いしいひさいち傑作作品集』に収録され、『月刊コミックNORA』（学習研究社）にも『地底人シリーズ』として掲載された。単行本は、1987年に双葉社より『地底人 暗黒魔團の陰謀』として刊行。2000年には同社より『地底人の逆襲』として文庫版で復刻された。1989年にはOVA化もされている。
人間とは別世界に潜む者たちを描いたSFナンセンス漫画で、毎回4ページの短編となっている。

## 登場人物
地底人
地底の奥底深くに潜む侵略者の種族。2頭身に大きな口をしており、頭部にチョウチンアンコウの誘引突起のようなランプがついているのが特徴。地表征服を目論み、日々作戦を練って地底を抜け出そうとするが、うまくいったためしがない。なお、いしいの別作品『ののちゃん』にも登場している。
最底人
「死斗 !! SF巨編　地底人対最低人!」に登場。地底人たちの足元のさらに地底の奥底深く、遥か遥か地底の最深部の漆黒の闇に潜む種族。ポカンと開いた大きな口をしており、「お、おまー、あ、あ、あほやろー」「わ、わーは、あ、あ、あほちゃうどー」と見るからに脳ミソが足りなさそうな言動が特徴的。一応地底人の世界への侵略を企んでいるらしいが、その言動は地底人の世界への攻撃と称して頭上に向けて「あっほー！」と叫ぶだけなど、ハッキリ言って人類には理解不能である。

## OVA版
1989年に2作製作された。いずれもDVD化はされていない。

### いしいひさいちのナンダカンダ劇場1 これが噂の地底人 とにかく上が悪いんや!! （1989年）[1]
「地底人」以外にも、別のいしいの作品「さがし屋ケンちゃん宇宙旅行」「101匹忍者大行進」を収録している。挿入歌には忌野清志郎と憂歌団、挿入曲には伊福部昭の「怪獣大戦争のマーチ」を起用し、声優には憂歌団の木村充揮を起用するなどネタ色を強めている。

#### スタッフ
- 原作・構成：いしいひさいち
- 企画：山中博彦
- 製作：山川紀生
- プロデューサー：林大三郎、室永昭司
- プロデューサー/ディレクター：ひろせかずよし
- チーフ・ディレクター：のなかかずみ
- アニメーション：野中和実・木上益治・金海由美子

「101匹忍者大行進」
ディレクター：前園文夫
アニメーション：徳田悦郎
- 音楽：憂歌団・岩田雅之

挿入歌：「もうかりまっか?」
作詞・作曲：忌野清志郎 / 演奏・編曲・歌：憂歌団
- 挿入曲：伊福部昭「怪獣大戦争のマーチ」
- 撮影：岡崎英夫
- 音響制作：アバコ・クリエイティブ・スタジオ
- 技術協力：ビデオ・サンモール
- 企画協力：富岡雄一
- 企画・製作：BARQUE INC
- 製作・著作：㈱ウオカーズカンパニー

#### キャスト
- 木村秀勝（憂歌団） - 司令官
- 神谷明 - 副官、レレレしか言わない殿様、ケンイチ君
- 内海賢二 - ギョーブ、魅惑のナレーション、怒った顔の殿、博士

- 島田敏
- 山下啓介
- 水原リン
- 八代駿
- 沢りつお
- 太田淑子
- 石井隆夫
- 村越伊知郎
- 安達忍[2]
- 名古屋章[3]
- 小宮山清[4]
- 李秀和 - 地底人たちの声
- 金勁希 - 地底人たちの声
- 蔣樺 - 地底人たちの声
- 大坪太郎 - 地底人たちの声
- 霜降りみいと
- 鳥乃ささみ
- 田中道代

### いしいひさいちのナンダカンダ劇場2 地底人Ⅱ クリスマスはエエド （1989年）[5]
地底人たちのクリスマスのエピソードを収録。コメディはそれほど強くなく、劇中で様々なアーティストの曲が流れ、ミュージックビデオに近い作品となっている。

#### スタッフ
- 原作：いしいひさいち
- 構成：ひろせかずよし、のなかかずみ&いしいひさいち
- ユニット・ディレクター：西内としお、やすみ哲夫、岩崎治彦、金海由美子
- 美術：安藤洋美
- 撮影：岡崎英夫
- 編集：掛須秀一
- 音楽：岩田雅之
- 音楽プロデューサー：池畑伸人
- 音響演出：高橋朗
- 録音：上村利秋
- 効果：倉橋静男
- イラストレーション：伊藤博幸、勝川克志、藤原カムイ、大島岳詩、さそうあきら、鳥乃ささみ、浜津守、ラズウェル細木、林美都子、岡崎英夫、西谷弘子、堀口忠彦
- 協力：コダックCAM-10
- 音響製作：アバコスタジオ

収録曲
DAY DREAM BELIEVER（THE TIMERS）
スカー・ピープル（泉谷しげる）
毎日（カステラ）
あなほり（KUSU KUSU）
X'mas Time（魚海洋司）
大きなカブ（餃子大王）
- ジャケット・イラストレーション：安藤洋美
- 企画協力：富岡雄一・チャンネルゼロ
- 企画：山中博彦
- 製作：山川紀生
- プロデューサー：林大三郎、室永昭司
- 製作担当：篠瀬義也、西谷弘子
- 企画・プロデューサー：ひろせかずよし&ふじたりか
- 企画・製作：BARQUE INC
- アニメーション・監督：のなかかずみ

#### キャスト
- 内海賢二
- 神谷明
- 八奈見乗児
- 久賀健治
- 安倍敦
- 堀本等
- 三木眞一郎
- 小山ゆかり
- 久梨原れな
- 森川智之[6]